# Либецайт, Яки
Яки Либецайт (нем. Jaki Liebezeit; 26 мая 1938, Дрезден, нацистская Германия — 22 января 2017, Кёльн, Германия) — немецкий музыкант и композитор.

## Биография
В середине 1960-х годов участвовал в фри-джаз-квинтете Manfred Schoof. Впоследствии, став одним из членов краут-рок-группы Can, заинтересовался психоделической музыкой. В составе Can Либецайт прославился за особенный, «метрономный», стиль игры; члены коллектива называли его «получеловек-полумашина». В 1980 году стал членом коллектива Phantomband, в дальнейшем играл в группах Drums of Chaos и Club off Chaos.
Был известен своим сотрудничеством в качестве сессионного музыканта как в сольных проектах членов Can, так и с такими исполнителями, как Джа Уоббл, Брайан Ино, Паскаль Комелад, Джанна Наннини, группы Eurythmics и Depeche Mode (альбом «Ultra»).

## Дискография

### В составе Can
- См. дискографию Can

### В составе Phantomband
- Phantom Band (Spoon 1980)
- Freedom of Speech (Spoon 1981)
- Nowhere (Spoon 1984).

### В составе Club off Chaos
- The Change of the Century (1998)
- 565 f.s. (1998, EP)
- Club Off Chaos (1998)
- Par et impar (2002)

### Сольные альбомы Хольгера Шукая
- Movies (EMI 1979)
- On the Way to the Peak of Normal (EMI 1981)
- Bankel Rap '82 (EMI 1982)
- Full Circle (EMI 1982)
- Snake Charmer (EMI 1983)
- East Is Red (VRG 1984)
- The Photo Song (VRG 1984)
- Rome Remains Rome (VRG 1987)
- Radio Wave Surfer (конц.материал 1984-87гг.) (VRG 1991)
- Phew/Czukay/Liebezeit/Plank (запись 1981 г.)(DSA 1991)
- Moving Pictures (VRG 1993)

### Сольные записи Михаеля Кароли
- Deluge (с Полли Элтес) (1984)

### Сольные альбомы Ирмина Шмидта
- Film Music vols. 1 & 2 (Spoon 1980)
- Film Music vol. 3 (Spoon 1981)
- Film Music vol. 4 (Spoon 1983)
- Rote Erde (Teldek 1983)
- Musk at Dusk (1987)
- Film Music vol. 5 — Reporter (VRG 1987)
- Impossible Holidays (WEA 1991)

### Сотрудничество с другими музыкантами и коллективами
- Manfred Schoof Quintett — Voices (1966)
- Alexander von Schlippenbach — Globe Unity (1966)
- Michael Rother — Flammende Herzen (1976)
- Brian Eno — Before And After Science (1977)
- Michael Rother — Sterntaler (1977)
- Michael Rother — Katzenmusik (1979)
- Joachim Witt — Silberblick (1980)
- Richard Schneider — Fata Morgana (1980)
- Eurythmics — In The Garden (1981)
- Joachim Witt — Edelweiß (1982)
- Gianna Nannini — Latin Lover (1982)
- Michael Rother — Fernwärme (1982)
- Trio — Trio and Error (1983)
- Klaus Dinger & Rheinita Bella Düsseldorf — Neondian (1985)
- The Ya Ya´s — 2-3-4-5-6-7-8-9 (1989)
- Brian Eno — Spinner (1995)
- Jah Wobble — Inspiration of William Blake (1996)
- Depeche Mode — Ultra (1997)
- Pascal Comelade, Pierre Bastien, Jac Berrocal & Jaki Liebezeit — Oblique Sessions (1997)
- Die Nixe — The Mermaid (2001)
- Burnt Friedman & Jaki Liebezeit — Secret Rhythms (2002)
- Burnt Friedman & Jaki Liebezeit с участием David Sylvian — Out in the Sticks (2005)
- Datenverarbeiter vs. Jaki Liebezeit — Givt (2005)
- Burnt Friedman & Jaki Liebezeit — Secret Rhythms II (2006)
- Pascal Comelade — No Dancing (2008)
- Phillip Boa & The Voodoo Club — Diamonds Fall (2008)
- Burnt Friedman & Jaki Liebezeit — Secret Rhythms III (2008))
- Schiller — Atemlos (композиции Leidenschaft и Opium)
- Burnt Friedman & Jaki Liebezeit — Secret Rhythms IV (2011)
- Drums Off Chaos & Jens-Uwe Beyer — Drums Off Chaos & Jens-Uwe Beyer (2011)
- B.I.L.L. (Bell/Irmler/Liebezeit/Lippok) — Spielwiese 2 (2011)
- с Г.-И. Ирмлером (клавишник группы Faust) — Flut (2014)[4][5]